# Banque Veuve Morin-Pons
Pour les articles homonymes, voir Morin et Pons.
La Banque Veuve Morin-Pons est un ancien établissement bancaire fondé à Lyon en 1829, sous le nom Maison Louis Pons, Morin et Steiner, par Louis Pons et ses gendres, Auguste Morin et Jean-Jacques Steiner. 
Son réseau est repris en 1996 par la Banque Sanpaolo (désormais Banque Palatine, filiale de BPCE).

## Histoire
En 1805 Louis Pons (1778-1847) crée la « Maison Pons et Cie » pour le « commerce de commission en tous genres ». En 1829, il s'associe à ses gendres Auguste Morin et Jean-Jacques Steiner, pour créer l'établissement bancaire « Maison Louis Pons, Morin et Steiner ». Auguste Morin, marié à Annette Pons a pour fils Henri.
Après la mort de Auguste Morin et de Jean-Jacques Steiner, Annette Pons et son beau frère Adrien Morin gèrent la société qui prend le nom de « Banque veuve Morin-Pons et Morin », et Henri fera changer son nom en Henry Morin-Pons par jugement en 1859.
En 1874, à la mort d'Adrien, Henry Morin-Pons reprend la direction de l'établissement sous le nom de « Banque Veuve Morin-Pons et Cie ». À la mort de ce dernier, la banque est dirigée par son fils Auguste-Paul (1866-1941).
En 1973, classée 37e banque française, elle affiche un bilan de 421 millions de francs. La société Pricel, holding du groupe Gillet, en prend alors le contrôle par acquisition de la majorité des parts.
La banque est rachetée en 1979 par le Groupe Dresdner, puis par la Banque Sanpaolo en 1996, et enfin par la Banque Palatine filiale de la BPCE en 2003.